# Gobernación de Táurida
La gobernación de Táurida (Таврическая губерния) fue una gubernia del Imperio ruso. Desde 1802 incluía también a Simferópol (Симферополь).

## Correspondencia con la actualidad
La gobernación comprende totalmente o grandes porciones de las actuales:
- República Autónoma de Crimea
- Óblast de Jersón
- Óblast de Zaporizhia

## Subdivisiones en uyezd
Cinco de los ocho uyezd de la gobernación de Táurida estaban localizados en la península de Crimea: el de Eupatoria, Perekop, Simferópol, Feodosia y Yalta. Los uyezd en los que se dividía la gobernación de Táurida en las disposiciones de 1802 son:
- Uyezd de Berdiansk (Бердянский)
- Uyezd de Dnipró (Днепровский), luego renombrado como Oleshky (Олешки)
- Uyezd de Eupatoria (Евпаторийский)
- Uyezd de Melitópol (Мелитопольский)
- Uyezd de Perekop (Перекопский)
- Uyezd de Simferópol (Симферопольский)
- Uyezd de Feodosia (Феодосийский)
- Uyezd de Yalta (Ялтинский)